# Alpaida
Alpaida také Alpaïde, Alpaide, Alphaida, Alpoïde, Elphide, Elfide, Chalpaida (654? Lutych – 714? Orp-Jauche, Valonský Brabant) byla franská šlechtična pocházející z oblasti Lutychu. Byla konkubínou, milenkou a po Plektrudě patrně i druhou manželkou franského majordoma Pipina II. Prostředního a matkou dvou jeho synů, Karla Martela a Childebranda.
V Liber Historiae Francorum a v pokračování Fredegarovy kroniky je Alpaida označována jako Pipinova druhá manželka.
Svatý Lambert z Maastrichtu byl hlasitým kritikem vztahu mezi Pipinem a Alpaidou. Nakonec vznikla hypotéza, že Pipinův domesticus Dodon, jehož jednotky Lamberta zavraždily, byl bratrem Alpaidy. Nicméně tato skutečnost je zpochybňována.